# Единсон Кавани
Единсон Роберто Кавани Гомез (шп. Edinson Roberto Cavani Gómez; Салто, 14. фебруар 1987) професионални је уругвајски фудбалер који тренутно наступа за Боку јуниорс.

## Каријера
Каријеру је започео у млађим категоријама Данубија. За први тим је дебитовао 2006. године где је са девет погодака допринео је освајању титуле уругвајске апертуре те године.
Почетком 2007. године потписује за Палермо, иако су се за њега интересовали Милан и Јувентус. У дебитантском мечу против Фјорентине 11. марта 2007. године ушао је са клупе у другом полувремену и постигао погодак за изједначење. Током прве сезоне у клубу махом је улазио са клупе уместо Амаурија или Фабриција Миколија.
Одласком Амаурија у Јувентус, у тандему са Миколијем постао је стандардан у нападу Палерма. У сезони 2008/09 он и Миколи су били најбољи стрелци са 14 погодака.

## Репрезентација
Са младом уругвајском репрезентацијом је 2007. године освојио треће место на Светском првенству у Парагвају за млађе од 20 година, где је био и најбољи стрелац турнира са седам погодака.
За сениорску репрезентацију дебитовао је у мечу против Колумбије 6. фебруара 2008. године, истовремено постигавши и свој дебитантски гол.

## Трофеји

### Данубио
- Првенство Уругваја (1) : 2006/07.

### Наполи
- Куп Италије (1) : 2011/12.

### Пари Сен Жермен
- Првенство Француске (6) : 2013/14, 2014/15, 2015/16, 2017/18, 2018/19, 2019/20.
- Куп Француске (4) : 2014/15, 2015/16, 2016/17, 2017/18.
- Лига куп Француске (5) : 2013/14, 2014/15, 2015/16, 2016/17, 2017/18.
- Суперкуп Француске (4) : 2014, 2015, 2017, 2019.